# Gmina Tetowo
Gmina Tetowo (mac. Општина Тетово) – gmina w północno-zachodniej Macedonii Północnej.
Graniczy z gminami: Tearce od północnego wschodu, Jegunowce od wschodu, Żelino od południowego wschodu, Brwenica od południa, Bogowińe od południowego zachodu oraz z Kosowem od północnego zachodu.
Skład etniczny
- 70,32% – Albańczycy
- 23,16% – Macedończycy
- 2,72% – Romowie
- 2,17% – Turcy
- 0,70% – Serbowie
- 0,93% – pozostali

W skład gminy wchodzą:
- miasto: Tetowo,
- 19 wsi: Bozowce, Brodec, Wejce, Weszała, Gajre, Gołema Reczica, Dżermo, Jedoarce, Ławce, Lisec, Mala Rečica, Otunje, Poroj, Sarakino, Sełce, Setołe, Fałisze, Dżepcziszte, Szipkowica.